# علی‌آباد، ساعتلی
علی‌آباد، ساعتلی (به ترکی آذربایجانی: Əliabad) یک منطقهٔ مسکونی در جمهوری آذربایجان است که در شهرستان ساعتلی واقع شده‌است. علی‌آباد ۱٬۲۵۲ نفر جمعیت دارد.